# T14 (Zwitserland)
De T14 in Zwitserland was een 2,5 km lange toevoersnelweg. Het was een vertakking van de A7. De weg liep van de A7 naar de H14 bij Eschikofen. Het traject maakte deel uit van de Talstrasse 14 (T14). Sinds 2020 is de toevoersnelweg van het kanton overgedragen aan de federale overheid en maakt nu deel uit van de A23.